# 동력 생성기
동력 생성기(영어:Power Generator)는 스타크래프트 종족인 테란의 건물이다. 테란의 특수 건물 중에 하나이다.

## 특징
동력 생성기는 스타크래프트와 스타크래프트 리마스터에선 영단어인 Power Generator를 그대로 한글로 음역한 파워 제너레이터란 이름으로 불린다. 스타크래프트 2에서는 등장하지않는 건물이며 지구집정연합(UED)의 고유 건물로 보인다. 스타크래프트의 설정 상 동력 생성기는 미사일 터렛이나 사이오닉 분열기에 전기를 공급하는 발전소의 역할을 하는 건물이다. 동력 생성기는 스타크래프트와 스타크래프트 리마스터에선 스타크래프트 캠페인 에디터나 유즈맵 전용인 건물으로 일반적인 테란의 건물로는 볼 수 없다. 동력 생성기는 프로토스 미션과 저그 미션에서 등장하며 프로토스 미션에선 아르타니스가 미사일 터렛에 전력을 공급하는 동력 생성기를 파괴하여 UED의 미사일 터렛을 무력화시키는 이야기로 나오고 저그 미션에선 짐 레이너가 지구집정연합(UED)의 사이오닉 분열기에 전력을 공급하는 동력 생성기를 파괴하는 것으로 등장한다. 건물의 능력치는 체력:800, 기본 방어력1의 능력치를 가지고 있다.

## 같이 보기
- 스타크래프트
- 건물